# Maguelone Pontier
 (juin 2024).
 (juin 2024).
Si vous disposez d'ouvrages ou d'articles de référence ou si vous connaissez des sites web de qualité traitant du thème abordé ici, merci de compléter l'article en donnant les références utiles à sa vérifiabilité et en les liant à la section « Notes et références ».
Pour les articles homonymes, voir Pontier.
Maguelone Pontier, née le 17 avril 1985 à Montpellier, est une dirigeante d'entreprise française.
Depuis 2017, elle est directrice générale du Grand Marché MIN Toulouse Occitanie.
Maguelone Pontier est connue pour son engagement associatif, qui lui a valu d'obtenir les distinctions de l'ordre du Mérite agricole en 2019 et l'ordre national du mérite en 2023. Elle préside notamment deux associations: la maison du sport au féminin et l'école Tremplins du sport.

## Biographie

### Parcours professionnel
De janvier 2015 à juin 2017, elle est secrétaire générale de la Fédération des Marchés de Gros de France.
Depuis juillet 2017, Maguelone Pontier est directrice générale du Grand Marché, MIN Toulouse Occitanie, centrale d’achat des commerces de proximité qui permet d’approvisionner un million de personnes quotidiennement et réalise un chiffre d’affaires de plus de 416 millions d’euros en 2023,. En 5 ans, elle a mené le redressement d’un marché en difficulté à son arrivée, en réalisant une croissance de + 170% et + 60% le nombre de locataires du marché.

### Entrepreneuriat
Maguelone Pontier reprend une partie de l’exploitation familiale dans l’Hérault et crée Rouge Tanin, une activité de production et de négoce viticole à la rentrée 2019, et est rejointe par son père en 2020.
En 2020, elle fonde également l'entreprise Rouge Tanin Conseil, activité de conseil et de formation en stratégie alimentaire.
Elle crée et dirige également Les Jours Suspendus, entreprise de séminaires pour dirigeants, aux côtés des sportifs de haut niveau Kobé Myaro et Nodjialem Myaro.

### Engagement associatif et bénévolat
En parallèle à ses activités professionnelles, Maguelone Pontier a de nombreux engagements bénévoles. 
Maguelone Pontier est présidente de « La Maison du Sport au Féminin » depuis 2021, association qui œuvre en Occitanie à l’amélioration de l’accès des filles et des femmes à la pratique sportive, de leur visibilité, de l’accompagnement des carrières et de leur représentativité aux côtés d'acteurs emblématiques des secteurs sportif, associatif et économique du territoire tels que le Stade Toulousain, le Toulouse Football Club, Didier Lacroix, Damien Comolli, les sportifs reconnus dont Frédérique Jossinet, marraine de l'association, ancienne grande championne française de judo et Nodjialem Myaro, présidente de la Ligue féminine de handball, mais aussi Intersport, La Dépêche, Eiffage et Suez.
Elle est également présidente de « l’Ecole Tremplins du Sport », association qui propose des formations gratuites et certifiantes/diplômantes à des personnes éloignées de l’emploi dans les métiers de l’accueil, vente, logistique dans le secteur sportif et au-delà ; qu’elle a créée en 2021,.
Maguelone Pontier est présidente du « Club House Toulouse », association toulousaine de dirigeants alliant sport et business dédiée aux chefs d’entreprises toulousains.
Depuis 2023, Maguelone Pontier assure la co-présidence du Centre de Formation et d’Apprentissage (CFA) Commerces et Services de Blagnac.
Maguelone Pontier est membre du bureau du Medef 31 chargée des questions d'alimentation et de sport. Elle fait aussi partie du bureau du Toulouse Université Club, club omnisports créé en 1905, et du bureau de SOliHA Haute-Garonne, association privée au service de l'habitat et des personnes défavorisées, sur deux axes (maintien et accès au logement). 
Maguelone Pontier est administratrice de l'association Solaal, qui facilite le don des produits agricoles à destination des associations d'aide alimentaire, et membre du bureau de Solaal Occitanie, antenne de l'association Solaal en région.
Elle est également co-présidente de l'association « De la Haute-Garonne aux Grandes Ecoles » qui promeut l'égalité des chances, l'accès aux parcours supérieurs et les talents des diplômes dans les territoires ruraux, qu'elle a cofondé en 2020.
Depuis 2020, Maguelone Pontier est également Réserviste de la Gendarmerie nationale.

### Distinctions / Décorations
- Chevalière de l'ordre du Mérite agricole [16]– Arrêté du 14 juillet 2019 portant promotion et nomination dans l’ordre du Mérite agricole[17].
- Prix Manager de l'année, remis le 4 novembre 2019 pendant l'événement Transformons la France, organisé par le journal La Tribune à Toulouse[18].

- Chevalière de l'ordre national du Mérite[19] - Décret du 2 juin 2023 portant promotion et nomination dans l’ordre national du Mérite[20].